# عبده عثمان محمد
عبده عثمان محمد هو سياسي وشاعر يمني. ولد عام 1938 في زبيرة في محافظة تعز. تلقى تعليمه الأولي على يد فقهاء قريته، ثم انتقل إلى عدن وأكمل دراسته، وفي عام 1952 سافر إلى القاهرة وأكمل المرحلة الثانوية هناك، وانتقل إلى ألمانيا وتعلم الألمانية، كما حصل على دبلوم الإدارة العامة في أمريكا، نال الليسانس من كلية القانون في بغداد. عمل محللاً ومستشاراً سياسياً في إذاعة صنعاء. شغل عدداً من المناصب الإدارية، وكان سفيراً لليمن في أكثر من دولة. له مؤلفات أدبية، ومشاركات في كتابة الشعر الغنائي.

## أعماله
- فلسطين في السجن.
- الجدار والمشنقة (1977).
- مأرب يتكلم، ديوان شعر بالاشتراك مع عبد العزيز المقالح (1971).